# Anastasia Sivolobova
Anastasia Sivolobova (n. 12 august 1998, Bălți, municipiul Bălți, Republica Moldova) este o fotbalistă din Republica Moldova, care joacă în poziția de fundaș la clubul portughez G.D.C. A-dos-Francos⁠(d) din Campeonato Nacional Feminino⁠(d). Face parte din echipa națională de fotbal feminin a Republicii Moldova.

## Carieră internațională
Sivolobova a făcut parte din selecționata de seniori a Moldovei în timpul calificărilor la Campionatul Mondial de Fotbal Feminin 2019⁠(d).

## Kegături externe
- Anastasia Sivolobova – pe site-ul UEFA
- Anastasia Sivolobova pe site-ul WorldFootball.net
- Profilul lui Anastasia Sivolobova pe Soccerway